# Al-Alamijja
Al-Alamijja (arab. العالمية) – wieś w Syrii, w muhafazie Hama. W 2004 roku liczyła 301 mieszkańców.